# José Gómez de Arteche
José Gómez de Arteche y Moro de Elexabeitia (Carabanchel Alto, Comunitat de Madrid, 13 de març de 1821 - 28 de gener de 1906), militar, polític, espia, geògraf, historiador i escriptor espanyol.

## Biografia
Als quinze anys va ingressar en el Col·legi d'Artilleria i va passar després al Cos d'Estat Major. Sent capità va actuar en serveis d'espionatge en Roma i Tànger. Va ser membre de l'Estat Major del general Fernando Fernández de Córdova Valcárcel en l'expedició a Itàlia de 1849 per reposar en el tro a Pius IX i allí va intervenir en diverses comissions. De 1865 a 1868 va ser sotssecretari del Ministeri de la Guerra, però va cessar en la milícia i fins i tot en els seus treballs històrics amb la Revolució de 1868 a causa de la seva condició de monàrquic.
Amb la Restauració es va reincorporar a l'Exèrcit i va ser ajudant d'Alfons XII i segon cap d'alabarders. Promogut a mariscal de camp en 1877, dotze anys després va passar a la reserva amb el número u per ascens a tinent general. Acadèmic de la Reial Acadèmia de la Història en 1871, es va especialitzar en història militar, matèria en la qual la seva obra mestra va ser Guerra de la Independencia (1868-1903, 7 toms, 14 vols.), 7.500 pàgines redactades durant 41 anys, obra molt documentada, minuciosa i ben escrita. Va ser senador per Guipúscoa en la legislatura 1884-1886. Per encàrrec d'Antonio Cánovas del Castillo redactà el tom IV de la Historia General de España, en tres volums, (1890), relatiu al regnar de Carles IV.
En Un soldado español de veinte siglos va escriure les memòries d'un oficial que es creia Ashaverus, el llegendari jueu errant i que, essent després legionari romà, va servir en tots els exèrcits espanyols des de llavors fins al temps dels Àustries.

## Obres
- 1855 - Agenda militar.
- 1858 - Consideraciones sobre el Cuerpo de Estado Mayor.
- 1859 - Espíritu militar.
- 1859 - Geografía histórico-militar de España y Portugal.
- 1860 - Descripción y mapa de Marruecos (en col·laboració amb F. Coello).
- 1861 - Sobre ferrocarriles que cruzan el Pirineo.
- 1862 - Batalla de los Arapiles en 22 de julio de 1812.
- 1865 - Guerra de Rosellón y Cataluña de 1793 a 1795 (crítica al llibre del capità portuguès Carlos de Chaby).
- 1868 - Guerra de la Independencia. Historia militar de España (1808 - 1814), 1868-1903, 7 toms, 14 vols.
- 1872 - Expedición de los españoles a Dinamarca. (amb el Marquès de la Romana).
- 1872 - Discurso de Recepción en la Real Academia de la Historia.
- 1874 - Las vías romanas.
- 1875 - Un soldado español de veinte siglos. Relación verídica (novel·la històrica).
- 1876 - Nieblas de la historia patria (narracions històriques). Segona edició molt augmentada, Barcelona, 1888. Conté El tamborcillo de San Pedor - Las zaragozanas en 1808 - El Alcalde de Montellano - Una intentona ignorada contra Gibraltar - El Alcalde de Otívar - La misión del marqués de Irlanda en 1795, El marques de Torrecuso - Mahón.
- 1880 - Discurso en elogio del teniente general don Mariano Alvarez de Castro: leído ante la Real Academia de la Historia, el día 9 de mayo de 1880.
- 1885 - De por qué en España son tan largas las guerras.
- 1886 - De la cooperación con los ingleses en la Guerra de la Independencia.
- 1887- Juan Martín el Empecinado. La Guerra de la Independencia bajo su aspecto popular. Los guerrilleros.
- 1888 - El General Marqués de San Román.
- 1889 - El General Conde del Serrallo.
- 1890 - El Teniente General Fernando Cotoner y Chacón.
- 1908 - La mujer en la Guerra de la Independencia.
- 1920 - Tom IV en tres volums sobre Carles IV (per a la Historia General de España de Cánovas del Castillo).